# گرماسنجی افتراقی

## Differential scanning calorimetry
DSC یک تکنیک تحلیل دمایی است که در آن تفاوت در میزان حرارت مورد نیاز برای افزایش دمای نمونه و مرجع، به عنوان یک تابع دما اندازه‌گیری می‌شود.
نمونه و مرجع هر دو در محدودهٔ دمایی نزدیکی در سراسر آزمایش حفظ می‌شوند، عموماً برنامه دمایی آنالیز DSC به گونه‌ای طراحی می‌شود که نگه دارندهٔ نمونه تغییر دمایش تابع خطی از زمان باشد. نمونه مرجع باید یک ظرفیت گرمایی به خوبی مشخص شده داشته باشد که بیش از دامنه دمایی که اسکن می‌شود باشد.
این تکنیک در سال ۱۹۶۰ توسط E.S. Watson و M.J. O'Neill توسعه یافت و در سال ۱۹۶۳ در کنفرانس پتسبورگ در مورد آنالیز شیمیایی اسپکتروسکوپی کاربردی به صورت تجاری معرفی شد.
DSC وسیله‌ای برای اندازه‌گیری انرژی و محاسبهٔ دقیق ظرفیت گرمایی به‌شمار می‌رود.
به این ترتیب…

## آشکارسازی حالت گذار فاز و تعیین دمای ذوب
اساس اولیه و بنیادین این تکنیک آن است که: وقتی که نمونه به سمت یک تبدیل حالت فیزیکی می‌رود مانند تغییر فاز گرمای بیشتر یا کمتری نیاز است. برای نگه‌داشتن هر دو (نمونه و مرجع) در دمای مشابه حین حرارت دادن مشاهده می‌کنیم که گرمای کمتر یا بیشتری برای نمونه نیاز است که این بستگی به این دارد که این پروسه گرماگیر یا گرما زا باشد.
برای مثال: زمانی که یک جامد ذوب می‌شود به نمونه باید حرارت بیشتری نسبت به مرجع برای افزایش دما داده شود.
این حالت از جذب حرارت توسط نمونه هنگامی که تغییر فاز آن گرماگیر باشد ناشی می‌شود. همچنین در حالتی که نمونه در این روند گرمازا باشد (مانند فرایند بلوری شدن) حرارت کمتری برای افزایش دمای نمونه نیاز است. با مشاهدهٔ تفاوت حرارت داده شده بین نمونه و مرجع DSC
همچنین قادر به اندازه‌گیری میزان گرمای جذب شدهٔ یا آزاد شده در طول تغییر فاز است.
DSC می‌تواند برای بررسی تغییر فازهای دیگری مانند انتقال شیشه‌ای و … مورد استفاده قرار گیرد این دستگاه در صنعت به عنوان یک ابزار کنترل کیفیت در ارزیابی خلوص نمونه استفاده می‌شود.

## DTA
روش دیگری است که اشتراک‌های زیادی با DSC دارد. در این روش نمونه و مرجع عیناً هر دو حرارت داده می‌شوند تا تغییر فاز داده شود. در این پروسه تفاوت دمایی بین مرجع و نمونه بررسی می‌شود DSCوDTAهردو اطلاع‌های مشابهی به ما می‌دهند. اساس روش آنالیز حرارتی افتراقی (DTA) بر اندازه‌گیری تفاوت دمای نمونه مجهول و نمونه شاهد طبق «برنامه گرمایش یکسان» است. نمودار حاصل از انجام آزمایش DTA رسم تغییرات دما بر حسب دما خواهد بود ({\displaystyle \Delta T-T}). در گرماسنجی افتراقی (DSC) نمونه‌های شاهد و مجهول در یک دما نگهداری شده و «تفاوت انرژی لازم برای حفظ همدمایی» بر حسب تغییرات دما رسم می‌شود. روش DSC نسبت به روش DTA حالت کمی (مقداری) بیشتری دارد. اما از نظر عملی معمولاً بازه دمایی در روش DTA بالاتر از DSC است؛ لذا DTA برای مواد سرامیکی و پودری و DSC توسط متخصصان شیمی برای مواد پلیمری کاربرد بهتری دارند. نقل از کتاب «روشهای شناسایی و آنالیز مواد» انتشارات دانشگاه علم و صنعت ایران

## منحنی DSC
نتیجه یک آزمایش DSC یک منحنی از شار حرارت نسبت به دما یا یا به زمان است.
دوگونه متفاوت از این دماها وجود دارد: گرمازا و گرماگیر
گرمازا: نتیجه به صورت یک پیک مثبت یا منفی در نمودار نشان داده می‌شود که بستگی به دستگاه مورد استفاده دارداین منحنی برای آنتالپی از تغییر فاز استفاده می‌شود. این کار با انتگرال‌گیری از پیک متناظر با انتقال انجام شده و استفاده از فرمول زیر صورت می‌گیرد.
∆H=KA
که ∆H آنتالپی تغییر فاز و k ثابت و A ناحیهٔ زیر منحنی است.
عددk در دستگاه‌های متفاوت، مختلف است.

## کاربرد
DSC می‌تواند برای اندازه‌گیری شماری از خواص مشخصه یک نمونه مورد استفاده قرار گیرد این تکنیک برای محاسبهٔ گرما یا دمای انجماد، بلوری‌شدن و دمای شیشه‌ای استفاده شود.
انتقال شیشه‌ای زمانی که دمای یک جامد بی نظم افزایش یابد به عنوان یک پله در ابتدای منحنی DSC آشکار می‌شود.
این پیک ناشی از آن است که با افزایش دما جسم دچار یک تغییر ظرفیت گرمایی می‌شود (تغییر فاز نمی‌دهد)
در برخی نقاط دمایی مولکول‌ها ممکن است به آزادی کافی برای حرکت به سمت آرایش خودبه خودی به سمت یک ساختار کریستالی دست یابند که به عنوان دمای تبلور شناخته می‌شود.
این انتقال از جامد بی نظم به جامد کریستالی یک روند گرمازا است و به صورت یک پیک آشکار می‌شود و زمانی که دما افزایش می‌یابد سرانجام نمونه به دمای ذوب می‌رسد.
روند ذوب نتیجه‌اش یک پیک گرماگیر در منحنی DSC است. توانایی تعیین دمای انتقال و آنتالپی DSC را به یک ابزار ارزشمند در تولید نمودار فاز برای مواد مختلف شیمیایی ساخته‌است.

## DSC & Polymers
با DSC به‌طور گسترده برای آزمایش‌های پلیمری برای چک کردن نقطهٔ ذوب و دمای انتقال شیشه‌ای نمونه استفاده می‌شود. همچنین می‌تواند درجهٔ پلیمریزاسیون را از طریق دمای ذوب نشان دهد به این ترتیب که دمای ذوب بستگی به وزن مولکولی دارد بنابراین در درجه‌های پایین‌تر نقطهٔ ذوب پایین‌تری از حد مورد  انتظار داریم.